# Mezquital del Oro
Mezquital del Oro là một đô thị thuộc bang Zacatecas, México. Năm 2005, dân số của đô thị này là 2475 người.